# Enrique Zambrano
Enrique Jesús Zambrano Echeverría (Monterrey, Nuevo León, 5 de julio de 1920-Ciudad de México, 22 de noviembre de 1968) fue un actor, actor de doblaje y director de películas y doblaje mexicano. Es mejor recordado por haber sido director en el doblaje al español mexicano de la serie original de Star Trek.

## Biografía y carrera
Enrique Jesús Zambrano Echeverría nació el 5 de julio de 1920 en Monterrey, Nuevo León, México, siendo el hijo menor de Enrique Reynaldo Zambrano, un agente de seguros, y de Piedad Echeverría. Tuvo seis hermanas mayores, dos de ellas bautizadas con el nombre de Piedad, las otras cuatro fueron Carmen, Mercedes, Nieves, y Pilar. Su padre falleció en 1936, cuando Zambrano tenía apenas dieciséis años de edad.
Comenzó su carrera como actor en 1944, apareciendo con un papel no acreditado en la película María Candelaria. Fuera de la actuación, también se desempeñó como actor y director de doblaje, destacando por su trabajo dirigiendo el doblaje al español mexicano de Star Trek: La serie original, en la que también prestó su voz para interpretar a varios personajes secundarios.

## Vida personal y muerte
Estuvo casado con Patricia Alpizar de Zambrano, con quien procreó cuatro hijos: Patricia, Eugenia, Joaquín y Enrique Zambrano Alpizar.
El 22 de noviembre de 1968, Zambrano falleció en Ciudad de México a los 48 años de edad, a causa de un paro cardiaco no traumático y una bronconeumonía. Su cuerpo fue sepultado en una cripta del Panteón Jardín, ubicado en la misma ciudad.

## Filmografía

### Como actor

#### Películas
- El charro de las Calaveras (1965)
- La muerte en el desfiladero (1963)
- El asaltacaminos (1962)
- Sangre sobre el ring (1962)
- La trampa mortal (1962)
- Santo contra hombres infernales (1961)
- Los inocentes (1961)
- Santo contra cerebro del mal (1961)
- El hombre de la ametralladora (1961)
- La calavera negra (1960)
- El tesoro de Chucho el Roto (1960)
- Captain David Grief (TV series) (1960)
- Flor de canela (1959)
- El jinete negro (1958)
- Yo quiero ser artista (1958)
- Asesinos de la noche (1957)
- El escorpión negro (1957) - Cayetano
- Pablo y Carolina (1957) - Alfredo
- Cinco vidas y un destino (1957) - El Mudo
- El ratón (1957)
- Una lección de amor (1956)
- Massacre (1956) - Nuñez
- Silent Fear (1956) - Dr. Antez
- Mi noche de bodas (1955)
- Los tres Villalobos (1955)
- La engañadora (1955)
- Historia de un abrigo de mink (1954)
- Fugitivos: Pueblo de proscritos (1955)
- Los Fernández de Peralvillo (1954)
- El joven Juárez (1954)
- Cuando me vaya (1954)
- Ley fuga (1954)
- Martes 13 (1954)
- Camelia (1954)
- Sueños de gloria (1953)
- Cuatro horas antes de morir (1953)
- Yo soy muy macho (1953)
- Padre nuestro (1953)
- Sor Alegría (1952)
- Cartas a Ufemia (1952)
- Chucho el remendado (1952)
- Mi adorado salvaje (1952)
- Dos caras tiene el destino (1952)
- Sentenciado a muerte (1951)
- Lodo y armiño (1951)
- Los enredos de una gallega (1951)
- El revoltoso (1951)
- Manos de seda (1951)
- Trotacalles (1951)
- En la palma de tu mano (1951)
- Amor perdido (1951)
- Una gringuita en México (1951)
- Mi marido (1951)
- Esposa o amante (1950)
- La dama torera (1950)
- Un corazón en el ruedo (1950)
- Rondalla (1949)
- Hijos de la mala vida (1949)
- El cuarto mandamiento (1948)
- El reino de los gángsters (1948)
- Tania la bella salvaje (1948) - Eduardo
- Rayando el sol (1946) - Rodolfo
- Los años han pasado (1946)
- Más allá del amor (1946)
- Asesinato en los estudios (1946)
- La mulata de Córdoba (1945)
- Su gran ilusión (1945)
- Escuadrón 201 (1945)
- ¡Me he de comer esa tuna! (1945)
- María Candelaria (1944)

#### Dirección
- Aquí están los Villalobos (1962)
- La justicia de los Villalobos (1961)

#### Producción
- Santo contra cerebro del mal (1961)

#### Escritura
- El club del suicidio
- Santo contra cerebro del mal (1961)

#### Asistente de dirección
- Santo contra cerebro del mal (1961)

### Como actor de doblaje

#### Películas
- El último hurra (1958) - Dr. Tom (William Forrest)
- El escorpión negro (1957) - Cayetano (él mismo)

#### Series de televisión
Personajes episódicos
- El llanero solitario (serie de TV)
  - epis. # 69 - Sam Slater - (Robin Short) (temp. 2, epis. 17)
  - epis. # 71 - Capitán Prescott - (Pierre Watkin) (temp. 2, epis. 19)

- La dimensión desconocida
  - epis. # 144 - Técnico de TV (Sterling Holloway)

- Star Trek: La serie original
  - epis. # 02 - Voz de computadora -(N/A) (temp. 1, epis. 01)
  - epis. # 08 - Dr. Roger Korby - (Michael Strong) (temp. 1, epis. 07)
  - epis. # 52 - Tomar - (Robert Fortier) (temp. 2, epis. 22)
  - epis. # 56 - Mission Control Director Cromwell - (Don Keefer) (temp. 2, epis. 26)

#### Dirección
- El escorpión negro
- El llanero solitario (serie de TV) (SISSA - Oruga)
- Star Trek: La serie original